# Instituto de Botánica Darwinion
El Instituto de Botánica Darwinion (IBODA) es un instituto de investigación científica dedicado a la botánica, especializado en estudios taxonómicos de la flora argentina, dependiente de la Academia Nacional de Ciencias Exactas, Físicas y Naturales (ANCEFN) y del Consejo Nacional de Investigaciones Científicas y Técnicas (Argentina) (CONICET). Posee una biblioteca, un herbario con más de 600.000 ejemplares y dos laboratorios. Publica la revista Darwiniana - Nueva Serie en conjunto con el Museo Botánico de Córdoba, el Instituto Multidisciplinario de Biología Vegetal, la Universidad Nacional de Córdoba, y la Academia Nacional de Ciencias Exactas Físicas y Naturales. El Darwinion mantiene además el Catálogo de la Flora Vascular de Argentina y del Cono Sur.

## Historia

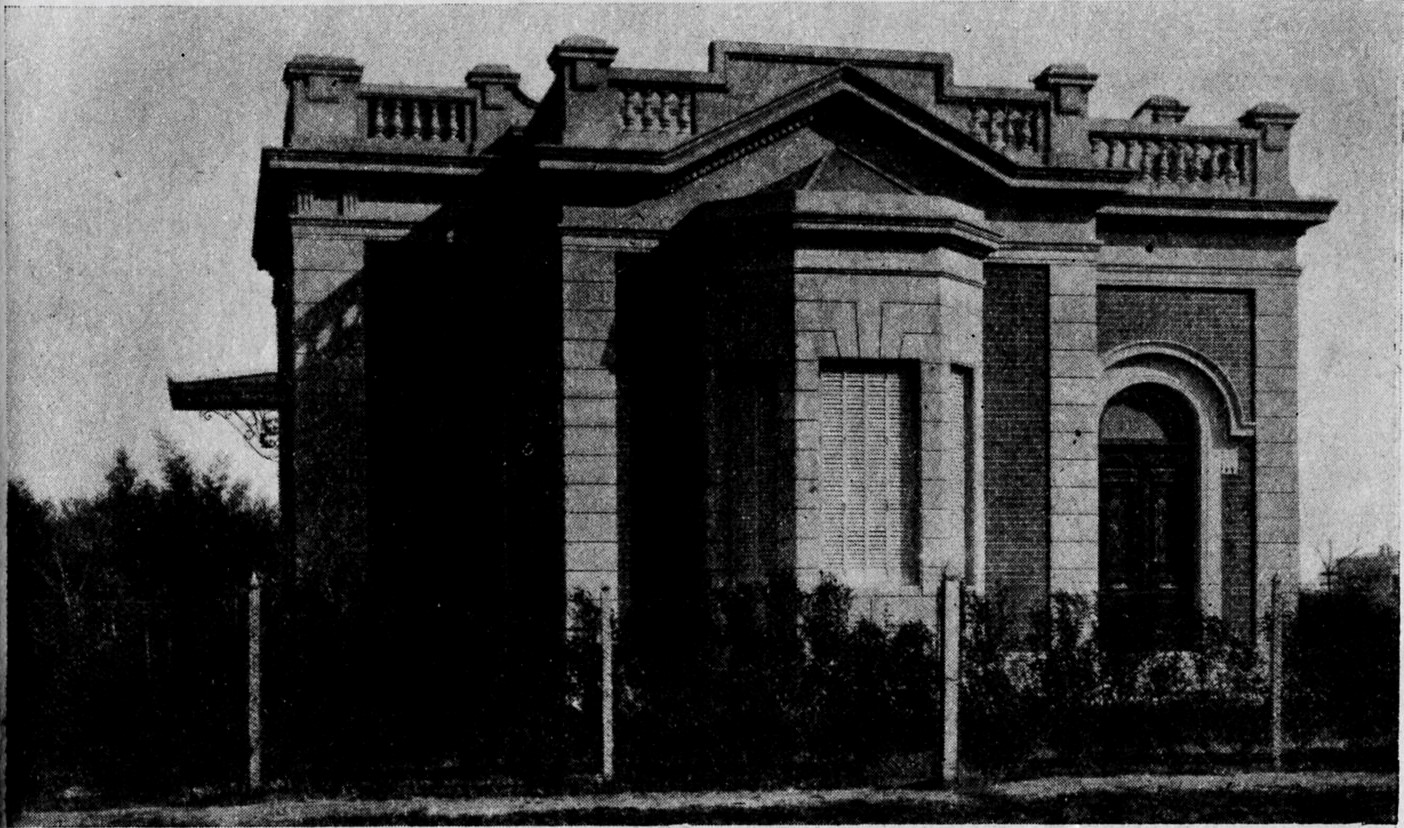
Vista del edificio original donde funcionó el Darwinion desde 1911.

El botánico Cristóbal Hicken comenzó en 1911 su laboratorio, biblioteca y herbario personal al que llamó Darwinion en Villa Progreso, partido de San Martín. Hicken falleció repentinamente en 1933, cuando se encontraba preparando la mudanza de su laboratorio a un nuevo edificio en San Isidro. En su testamento decidió donar las instalaciones y su colección al Estado argentino, que la aceptó por decreto 40.581 del 19 de abril de 1934. En el decreto también se estableció que el objetivo del Instituto Darwinion era la investigación científica relativa a la botánica.
El 28 de diciembre de 1936 se inauguró el nuevo edificio en la sede de San Isidro y se designó al ingeniero agrónomo Arturo Burkart como director del Instituto, quien permaneció al frente del instituto durante casi cuatro décadas. Burkart convirtió al laboratorio privado de Hicken en un instituto botánico internacional.
En 1970 el entonces presidente del CONICET Bernardo A. Houssay firmó un convenio mediante el cual el CONICET comenzó a prestar apoyo económico al Darwirnion. A partir de la muerte de Burkart en 1975, se hace cargo del Instituto el doctor Ángel L. Cabrera (1975-1982). De 1983 a 1998 asume Juan H. Hunziker, y de 1998 a 2021 el director fue el Dr. Fernando O. Zuloaga. Desde 2021 y hasta la actualidad, la dirección es llevada a cabo por la Ing. Agr. Dra. Renée Hersilia Fortunato.
Entre 1983 y 1998, se iniciaron nuevas líneas de investigación en el Darwinion: citogenética, palinología, embriología y sistemática filogenética. 
A partir del año 2000, se incorporaron como nuevos campos de investigación en la institución dos disciplinas: arqueobotánica, biología molecular, botánica económica y etnobotánica. 

## Colección
El herbario de más de 600.000 ejemplares tiene una importante y valiosa cantidad de material del siglo XIX. El incremento anual es del orden de los 7000 ejemplares, por nuevas colecciones y canjes con otras instituciones nacionales e internacionales. Su biblioteca, conformada por unos 60.000 volúmenes, de los cuales alrededor de 100 son obras del siglo XVIII y algunas de suma rareza del siglo XVI, es una de las más completas y dinámicas de América Latina en el campo de la Botánica.

## Laboratorios
Posee Laboratorio de Anatomía y Desarrollo y Laboratorio de Biología Molecular.

## Publicaciones
El Instituto Darwinion tuvo a su cargo la publicación de la revista Darwiniana y el boletín Hickenia. En 2013, en un esfuerzo conjunto con el Museo Botánico de Córdoba, el Instituto Multidisciplinario de Biología Vegetal, la Universidad Nacional de Córdoba, y la Academia Nacional de Ciencias Exactas Físicas y Naturales comenzaron la publicación de Darwiniana - Nueva Serie. Además, el Instituto mantiene el Catálogo de la Flora Vascular de Argentina, en el sitio web del IBODA.

### Darwiniana
Darwiniana es una revista científica semestral con sistema de revisión por pares editada por el Instituto de Botánica Darwinion. Es una publicación del Instituto de Botánica Darwinion y Museo Botánico de Córdoba Esta revista está dedicada a publicar trabajos científicos originales y revisiones sobre diferentes áreas de la Botánica pura. Los trabajos publicados en Darwiniana pertenecen a alguna de las siguientes categorías: Arqueobotánica y Etnobotánica, Estructura y Desarrollo, Biología Reproductiva, Ecología y Fitogeografía, Genética, Sistemática y Taxonomía de Plantas Avasculares y Sistemática y Taxonomía de Plantas Vasculares. Darwiniana publica de manera ininterrumpida desde su fundación en 1922, en su versión impresa (ISSN 0011-6793) y desde 2001, en su versión en línea (ISSN 1850-1702). 
Darwiniana se indexa en Núcleo Básico de Revistas Científicas Argentinas (CAICyT, CONICET), Biological Abstracts, BIOSIS Previews, CABI, Chemical Abstracts, Index to American Botanical Literature, Kew Record of Taxonomic Litarature, REDALYC, SciELO Argentina, SCOPUS.
Los trabajos publicados en Darwiniana, están idexados en:
- BIOSIS/Biological Abstracts,
- BIOSIS Previews
- CAB Abstracts
- Economic Botany Database (Kew),
- EMBiology
- Fuente Académica
- Index to American Botanical Literature
- The Kew record of Taxonomic Literature
- Periódica
- Plant Morphology (Kew)
- Redalyc (recientemente aprobada, todavía no disponible)
- Referativnyi Zhurnal
- Scopus
- VITIS-VEA: Viticulture and Enology Abstracts.

## Premios y distinciones
- Designación como «Miembro de Honor» de la Fundación Miguel Lillo (1988).
- Premio Academia Nacional de Agronomía y Veterinaria (1989).
- Medalla de honor "Fundación Rómulo Raggio", otorgada por la misma a las Instituciones de Investigación Botánica más destacadas del país (2001).